# Phacidiales
De Phacidiales vormen een orde van de klasse der Leotiomycetes, behorend tot de subklasse Leotiomycetidae.

## Taxonomie
- Orde: Phacidiales
  - Familie: Helicogoniaceae
  - Familie: Phacidiaceae

De volgende geslachten zijn incertae sedis geplaatst:
- Coma